# Захват группы детей в Ростове-на-Дону
Захват группы детей в Ростове-на-Дону 23 декабря 1993 года был осуществлён бандой уголовников во главе с Мусой Алмамедовым. Она захватила в заложники 16 человек — 15 учеников школы № 25 Ростова-на-Дону и учительницу, потребовав денежный выкуп в обмен на жизни заложников и вертолёт для вылета из аэропорта.

## Подготовка бандитов к атаке
Муса Алмамедов был ранее трижды судимым уроженцем города Хасавюрт Дагестанской АССР. В начале 1990-х годов он решил собрать банду с целью взять группу детей в заложники и потребовать за них от государства выкуп. В банду вошли в общей сложности, не считая самого Алмамедова, семь человек, из них лишь четверо непосредственно принимали участие в захвате заложников. Это были бывший штурман Анатолий Михеев, два студента из Ташкента Абдугафар Абдужамилов и Марат Кауысбеков, а также Руслан Калмыкаев. Ещё один участник банды, Александр Харитонов, помог бандитам приобрести огнестрельное оружие.

## Ход действий
В этот день Алмамедов с вышеуказанными четырьмя сообщниками вначале взяли в заложники водителя автобуса «ПАЗ-672», а затем, управляя последним, отправились к школе № 25 города Ростова-на-Дону (ныне гимназия № 25). Ворвавшись в масках и с автоматами в здание школы, бандиты захватили в заложники 15 детей и учительницу, запугав их выстрелом в потолок, затем вывели и посадили их в автобус. Поначалу заложников было больше, но в автобус вошли лишь 15 детей и учительница, всех остальных захватчики отпустили. После этого автобус был отогнан за школу, на спортивную площадку. Там, дождавшись прибытия сотрудников милиции, Алмамедов вступил с ними в переговоры. Он представился «казаком» и утверждал, что все захватчики больны СПИДом и нуждаются в качественном лечении, которого не могут им предоставить в России. Алмамедов потребовал 10 миллионов долларов и вертолёт для беспрепятственного вылета из аэропорта Ростова-на-Дону.
Предложение спецназовского руководства провести штурм прямо рядом со школой было отвергнуто. Тогда автобус в сопровождении милицейских машин выехал в городской аэропорт Ростова-на-Дону. Все авиарейсы на этот день были отменены. Аэропорт был блокирован бойцами силовых ведомств. Начальник Ростовского ГУВД генерал Фетисов предложил террористам обменять детей на генералов, но Алмамедов в грубой форме ответил ему отказом. Более того, с Фетисовым имевший ранее нелады с законом террорист полностью отказался вести переговоры, обозвав его «ментом» и начав стрельбу в воздух.
К вылету в Ростов-на-Дону была подготовлена группа «Альфа». Тогдашний командир группы Геннадий Зайцев рассказывал впоследствии:
…Буквально через 25 минут 53 сотрудника с соответствующими средствами вооружения и экипировки выехали в аэропорт Внуково для вылета в Ростов…
В действие был введён план «Набат», предусматривающий действия на случай захвата воздушного судна. В вертолёте, который планировалось передать террористам, было спрятано оружие, а под видом экипажа находились ростовские спецназовцы.
Однако Алмамедов заявил, что экипаж им не нужен, и, более того, вертолёт должен был быть осмотрен Михеевым, бывшим штурманом дальней авиации. Поняв, какой оборот приняло дело, Фетисов приказал убрать оружие из вертолёта. Алмамедов заявил, что им необходимо всего два пилота. На добровольной основе ими стали Владимир Степанов и Валентин Падалка.
В этот момент Алмамедов отпустил одну из девочек, которая плохо себя чувствовала. Автобус постоянно маневрировал, а террористы никогда не выходили из него все вместе, поэтому снайперы огонь также открыть не могли. Когда 24 декабря 1993 года вертолёт был подогнан, бандиты и заложники перешли в вертолёт.
Алмамедов отпустил ещё двоих детей в обмен на дозаправку вертолёта. После этого бандиты улетели в Минеральные Воды. В аэропорту с ними вступил в переговоры губернатор Ростовской области Владимир Чуб. Переговоры он вёл с ними через своего представителя, Валентину Петренко. Ей удалось убедить Алмамедова отпустить ещё нескольких детей. Согласно воспоминаниям пилота — Валентина Падалки, В. Петренко предупредила террористов о готовящемся захвате.
Координационный штаб в Москве возглавил первый вице-премьер России Олег Сосковец.
Когда деньги, изъятые из Центрального Банка Российской Федерации по личному приказу Виктора Геращенко, бандитам были переданы, Алмамедов отпустил учительницу, водителя автобуса и семерых детей. В руках террористов остались ещё четверо. После этого бандиты улетели из Минеральных Вод.
Однако вскоре, 26 декабря 1993 года, бандитам пришлось вернуться обратно. Как выяснилось впоследствии, Михеев неверно указал точку высадки. Алмамедов был взбешён и жестоко избил сообщника. Он вновь потребовал дозаправить вертолёт, но получил отказ. Террористам предложили сдаться, но они отказались. Алмамедов заставил Падалку и Степанова подкатить вертолёт к топливозаправщику, приказав им в случае опасности таранить его. После этого он вручную заправил вертолёт и вновь улетел.
Перед вылетом в г.Махачкала командир вертолета Падалка уговорил высадить в конце взлетной полосы аэропорта г.Минеральные воды оставшихся четверых детей. Утром следующего дня Падалка, Степанов и террористы прилетели в Махачкалу на вертолёте. Алмамедов с сообщниками высадился в районе столицы Дагестана, вместо Хасавюрта. Пилоты нарочно указали ему неверную точку высадки. Двое из террористов были задержаны в районе высадки. Спустя несколько часов милицейский патруль на окраине Махачкалы остановил для проверки документов двоих подозрительных людей, одним из которых оказался Алмамедов. При задержанных была обнаружена часть денег, ещё несколько сотен тысяч долларов нашли в вертолёте. Ещё 600 тысяч долларов найти так и не удалось.
В операции по освобождению заложников также принимали участие бойцы отряда специального назначения «Мангуст» (нынешний отдел специального назначения «Мангуст» при ГУФСИН по Ростовской области).

## Участники оперативной группы
В ходе операции по освобождению заложников в Ростове-на-Дону действовала оперативная группа, состоящая из опытных военнослужащих и специалистов. Помимо известных фигур, таких как руководитель переговоров и командиры подразделений, в группе принимали участие также другие высококвалифицированные сотрудники.
Виктор Павлович Буторин (род. 22 февраля 1960 года, поселок Валамаз, Красногорский район Удмуртской Республики) — советский и российский военнослужащий, ветеран боевых действий и труда. Он служил в Ростове-на-Дону в составе оперативной группы и принимал активное участие в организации и проведении операций по освобождению заложников. Его опыт и профессионализм способствовали слаженной работе группы в условиях чрезвычайной опасности.

## Последствия
Над бандитами состоялось два суда. Первый из них приговорил Мусу Алмамедова к исключительной мере наказания — расстрелу. Повторный суд этот приговор отменил, заменив его на 15 лет лишения свободы. Его сообщники были осуждены к лишению свободы сроком от 11 до 15 лет. Бывший штурман Михеев вскоре скончался в тюрьме при невыясненных обстоятельствах. Последнее письмо Алмамедов родственникам отправил из колонии в 1995 году, нынешнее его местонахождение неизвестно. 12 лет спустя, в 2005 году в Минеральных Водах был задержан последний участник банды, Руслан Калмыкаев, который в январе 2010 года был приговорён к 10 годам лишения свободы.
Указом Президента Российской Федерации от 18 апреля 1994 года Валентин Падалка и Владимир Степанов были удостоены высокого звания Героя России с формулировкой «за проявленное мужество и героизм при проведении операции по освобождению заложников, захваченных в городе Ростове-на-Дону вооружёнными террористами».
Указом Президента Российской Федерации от 27 мая 1994 года Валентина Петренко была награждена орденом «За личное мужество» с формулировкой «за мужество и самоотверженность, проявленные при проведении операции по освобождению заложников».

## В культуре
Захвату заложников и операции по их спасению был посвящён двухсерийный документальный фильм «Спасти любой ценой» из цикла «Криминальная Россия».